# Manuel María del Valle
Manuel María del Valle (Lima, Perú, 8 de septiembre de 1846 - Niza, Francia, 16 de febrero de 1921) fue un abogado, diplomático y político peruano. Fue alcalde de Lima durante un breve período, de 1879 a 1880. Fue además partidario del general Andrés Avelino Cáceres, ministro plenipotenciario en Bolivia (1885-1888) y presidente de la Cámara de Diputados (1888-1889, 1890, 1891 y 1894). Contribuyó decisivamente a la aprobación del contrato Grace durante el primer gobierno de Cáceres. Tras la guerra civil de 1894-1895, se ausentó del Perú y solo volvió por una breve temporada.

## Biografía
Fue hijo de Lorenzo del Valle y García, y de Tomasa Sarraoa y Maiz. Estudió en el Seminario Conciliar de Santo Toribio de 1859 a 1863 y en el Colegio Nacional Nuestra Señora de Guadalupe en 1864. Pasó al Convictorio de San Carlos en 1865, graduándose de bachiller en Jurisprudencia en 1868, y recibiéndose de abogado en 1869. 
Se incorporó al servicio del Congreso Constituyente de 1867, encargándose de la redacción del «Diario de los Debates». Continuó la misma labor en la Cámara de Diputados hasta 1872, cuando asumió la dirección del diario El Nacional, del que ya era accionista y redactor principal. Desde ese medio ejerció un liberalismo combativo, participando activamente en la gran concentración organizada para conmemorar el primer aniversario de la ocupación de Roma por las tropas unitarias italianas el 20 de septiembre de 1871. El gobierno de José Balta clausuró su diario.
Fue elegido diputado suplente por Canta (1872-1876) y miembro de la comisión consultiva del Ministerio de Gobierno, contándose entre los consejeros del presidente Manuel Pardo. Luego fue elegido diputado por Yauyos (1876-1878). Elegido teniente alcalde de Lima en 1879, asumió la alcaldía por ausencia de su titular, el contralmirante Lizardo Montero, pero renunció por enfermedad el 29 de octubre de ese año, y aunque fue reelegido para el año siguiente, se abstuvo de reasumirlo. En los días de la ocupación chilena de Lima se incorporó como diputado en el congreso reunido en Chorrillos en 1881.
De otro lado, ejerció como agente confidencial del general Andrés Avelino Cáceres. El gobierno de Lizardo Montero lo acreditó como ministro plenipotenciario en Bolivia en 1881. Como senador por Puno concurrió al congreso reunido en Arequipa, del 28 de abril al 20 de julio de 1883, luego de lo cual volvió a Bolivia. Renunció a su cargo diplomático cuando se consolidó en el poder el general Miguel Iglesias, pero lo retomó cuando este renunció tras el triunfo de la revolución de Cáceres de 1884-1885. Se mantuvo como ministro en Bolivia hasta 1888 y consolidó las amistosas relaciones peruano-bolivianas, suscribiendo acuerdos sobre límites, extradición, canje de publicaciones y ejercicio de las profesiones liberales. 
Elegido diputado por Lima en 1886, en 1889 y en 1892, fue presidente de su cámara de 1888 a 1890. Desde esa investidura contribuyó decisivamente en la aprobación del contrato Grace, que la oposición había bloqueado de modo persistente durante varias legislaturas. Fue reelegido presidente de su cámara en 1890 y en 1894. 
Al acercarse el término del mandato del presidente Remigio Morales Bermúdez (del partido constitucional o cacerista), Manuel María del Valle, a nombre del general Cáceres y junto con el senador Agustín de la Torre González, intentó un entendimiento con el caudillo demócrata Nicolás de Piérola, a fin de procurar que la sucesión presidencial se realizara de manera armoniosa contentando a ambas partes; pero tal propósito fracasó ante la actitud reacia de Piérola, que propició que su partido, el Demócrata formara una coalición con el Partido Civil, en defensa de la libertad electoral ante el temor natural de que los caceristas manipulasen las elecciones a su favor. 
Tras la muerte repentina de Morales Bermúdez el 1 de abril de 1894, el discutido interinato del segundo vicepresidente Justiniano Borgoño y el controvertido triunfo electoral del general Cáceres, estalló la sangrienta guerra civil de 1894-95 en la que triunfaron los coalicionistas o pierolistas, tras lo cual Manuel María del Valle se ausentó del país. Sólo volvió por breve temporada. Falleció en Niza, Francia.

## Obras escritas
- Cartas escritas de los departamentos de Junín, Huánuco y montañas de Chanchamayo (1876).
- Exposición en que... da cuenta de la manera como ha ejercido la autorización para arbitrarse recursos a fin de atender a los gastos de guerra (1879).
- Memoria en que... da cuenta sobre la autorización para contribuir con 200.000 soles a la compra del blindado Contraalmirante Grau (1879).